# Парсы

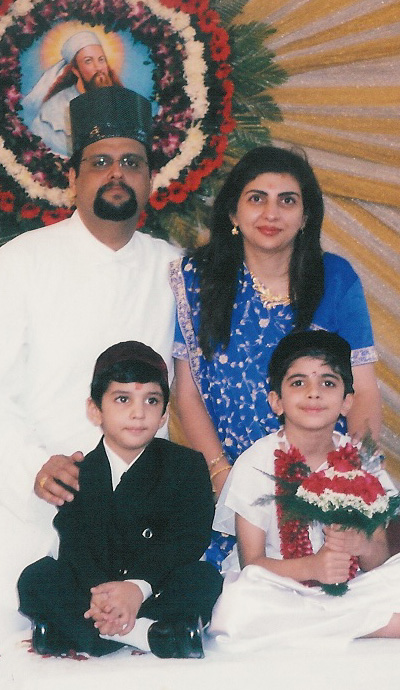
Семья бомбейских парсов в традиционных нарядах

Па́рсы (манихейск., авестийск., гудж. પાર્સી [pa: rsi:]) — этноконфессиональная группа последователей зороастризма в Южной Азии (Индии и Пакистане), имеющая иранское происхождение. Численность — меньше 60 тыс. человек (1991). Традиционная область расселения — индийский Гуджарат, сегодня бо́льшая часть парсов проживает в Мумбаи.

## История
Парсы бежали из Персии около 720 года после падения династии Сасанидов, из-за распространения ислама с целью сохранить свою культурную и религиозную идентичность. Они нашли себе убежище на полуострове Катхиявар и оттуда уже распространились далее на юг. Постепенно они переселились в соседнюю Махараштру и в большинстве своём осели в Бомбее.
Из среды парсов вышли видные деятели национально-освободительного движения (Дадабхай Наороджи, Бхикайи Кама и Ферозшах Мехта), владельцы крупнейших торгово-промышленных концернов (Tata Group, Godrej Group). Парсами были выдающийся физик-ядерщик Хоми Джехангир Баба, маршал Сэм Манекшоу, возглавлявший армию Индии в 1971 г. во время войны Индии с Пакистаном, певец Фредди Меркьюри.

## Современность
По переписи 1971 г. парсов было 91 226 человек. К 1981 г. их численность сократилась до 71 630, а к 1991 г. — до 60 тыс. человек.
Члены общины парсов намного богаче среднего индийца. Парсы — наиболее грамотная община в Индии (уровень грамотности составляет 98 %). Соотношение полов у парсов составляет 1050 мужчин на 1000 женщин, как и в остальной Индии, где девочек гораздо меньше.
В каждом месте компактного проживания парсы объединяются в анджуманы, которые занимаются благотворительной деятельностью, устройством дел членов общины и служат местом общения. В Мумбае находится головная организация парсов — мумбайский панчаят, которая раз в пять лет созывает международный съезд парсов.
В результате низкой рождаемости и смешанных браков община быстро стареет и сокращается численно. Более чем 30 % парсов — это люди старше 60 лет. Процесс сокращения общины ускоряется эмиграцией молодежи. Высказываются опасения, что в обозримом будущем община индийских парсов может вовсе исчезнуть.

## Язык
Современные парсы утратили свой некогда родной язык — пехлеви — и теперь говорят на языке гуджарати. Но каноническая литература — на авестийском и пехлеви.

## Генетические исследования
Парсы оказались генетически близки к неолитическим иранцам, так как покинули Иран ещё до его исламизации.
В древних образцах ДНК найдено 48 % южноазиатских митохондриальных гаплогрупп, передающихся по материнской линии, появившихся после переселения парсов в Индию в результате браков с местными женщинами.

## Традиции

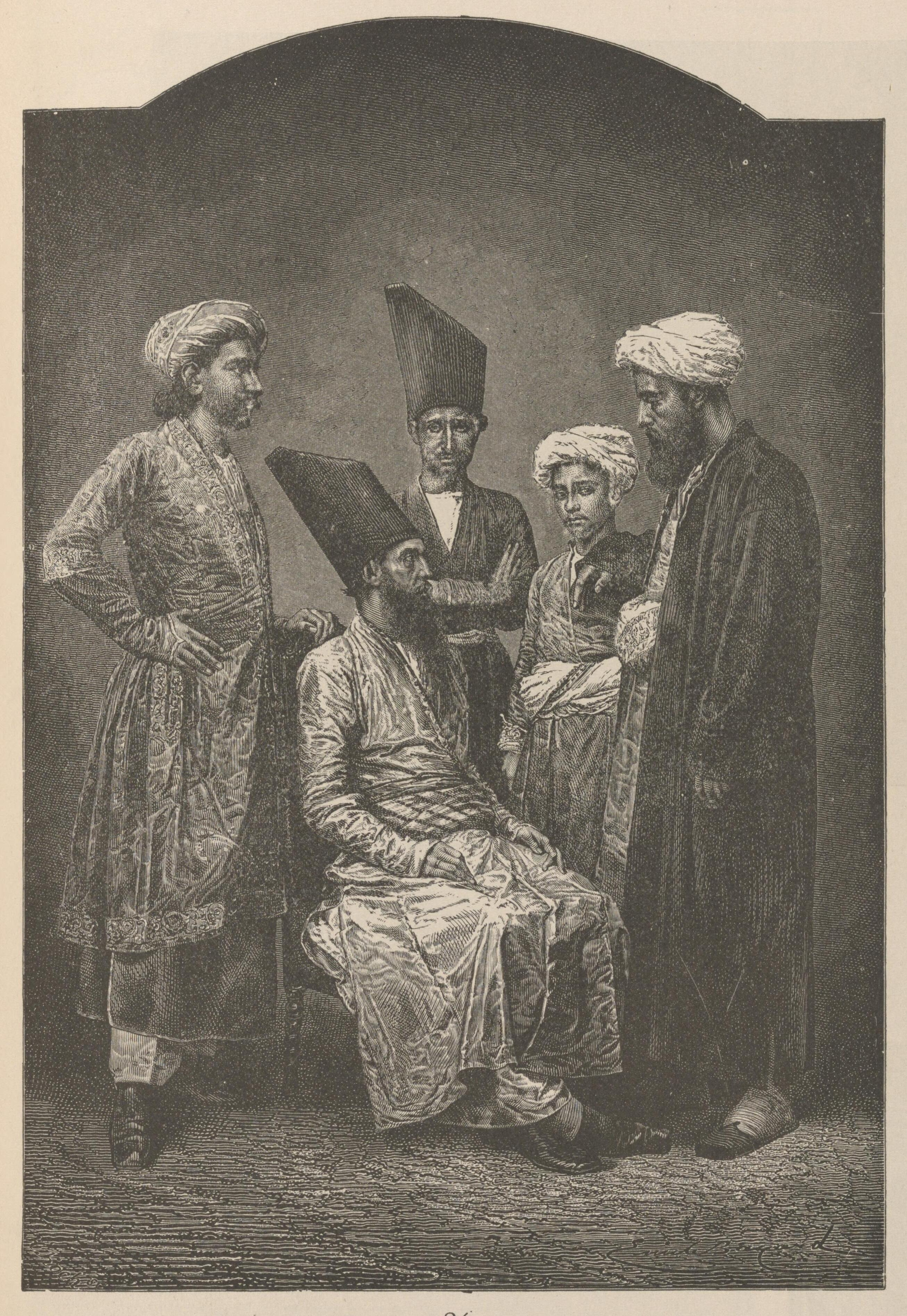
«Парсы Бомбея», ксилография, около 1878

Похороны парсы осуществляют отданием мёртвых на растерзание грифам в так называемых башнях молчания. Это делается для того, чтобы не осквернять священные стихии — огонь, воду, воздух и землю. Однако им приходится в ряде случаев отказываться от этого обычая, чаще всего из-за законодательных запретов на этот ритуал в стране своего проживания. Например, тело Фредди Меркьюри, вопреки зороастрийской традиции, было кремировано, поскольку британское законодательство, как и во многих других странах, допускает в качестве способов захоронения только кремацию или захоронение в землю.

## Брачный вопрос и его решение
Особенно остро для малочисленных парсов стоит проблема брачного выбора. С недавнего времени, однако, в среде парсов широкое распространение получил феномен знакомств по Интернету (см. виртуальная служба знакомств).

## Знаменитые парсы
- Фредди Меркьюри (Фаррух Булсара) — музыкант, солист британской рок-группы «Queen».
- Хоми Бхабха — американский исследователь постколониализма.
- Хоми Джехангир Бхабха — индийский физик.
- Нина Вэйдья — британская актриса и сценаристка.
- Кобад Ганди — индийский коммунистический революционер.
- Фероз Ганди — индийский политик, супруг Индиры Ганди.
- Джамсетджи Джиджибой — индийский предприниматель и меценат.
- Боман Ирани — индийский актёр и фотограф.
- Санайя Ирани — индийская актриса.
- Ферозшах Мехта — деятель индийского национально-освободительного движения.
- Зубин Мета — индийский дирижёр.
- Рохинтон Мистри — канадский писатель.
- Дадабхай Наороджи — деятель индийского национально-освободительного движения.
- Раттана Пестонджи — тайский кинорежиссёр.
- Бапси Сидхва — пакистано-американская писательница.
- Кайхосру Сорабджи — британский композитор.
- Джамсетджи Тата — основатель индустриальной династии «Тата», владеющей крупнейшей автомобильной компанией Индии Tata Motors.
- Персис Хамбатта — индийская модель и актриса.

## Галерея

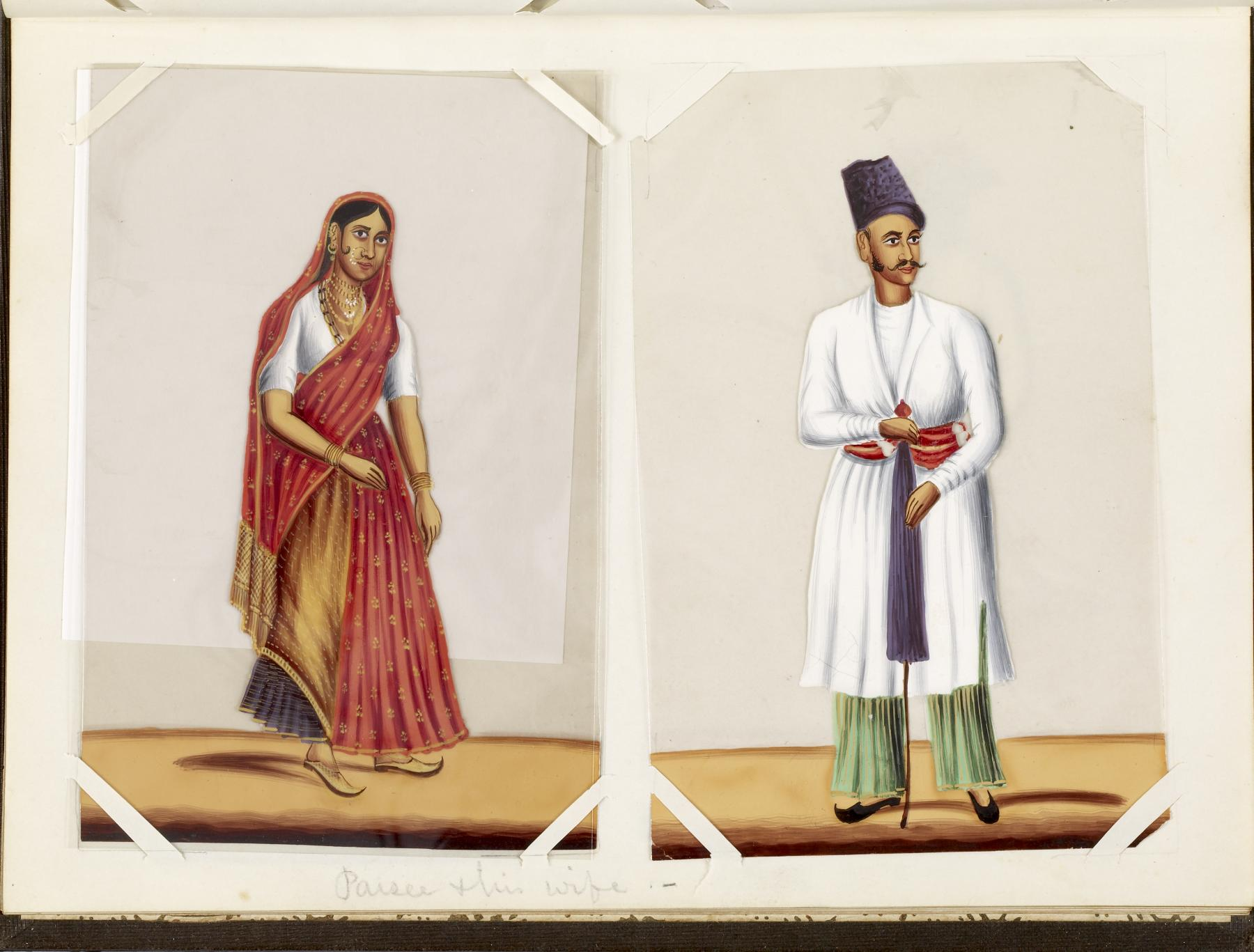
Парсы из Индии, ок. 1870 г.
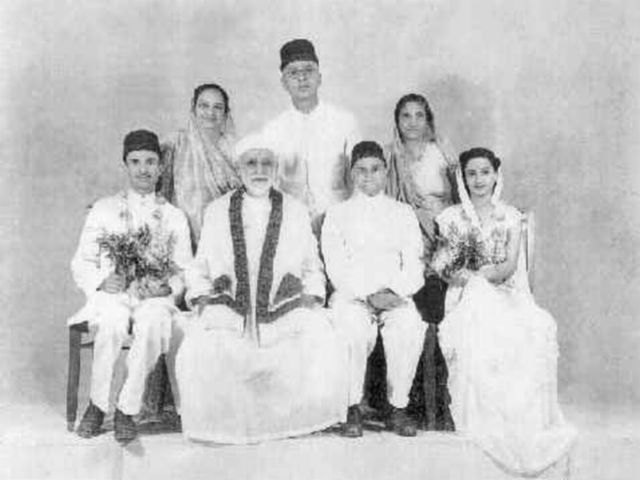
Свадебный портрет, 1948 г.
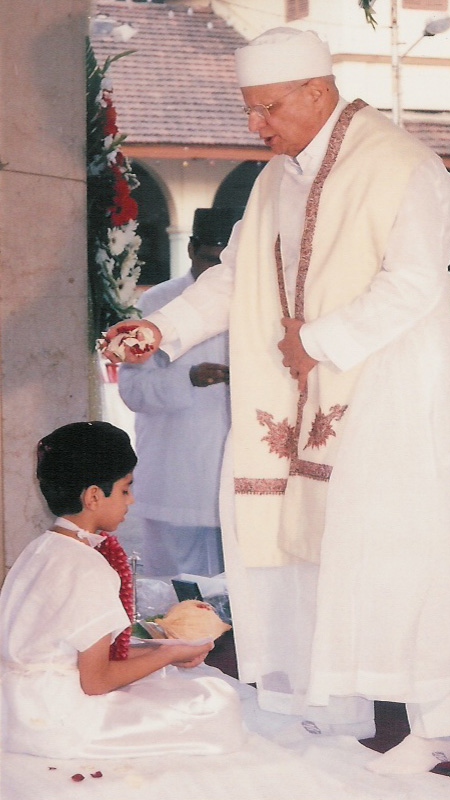
Парсийская церемония навджот (обряды вхождения в зороастрийскую веру)
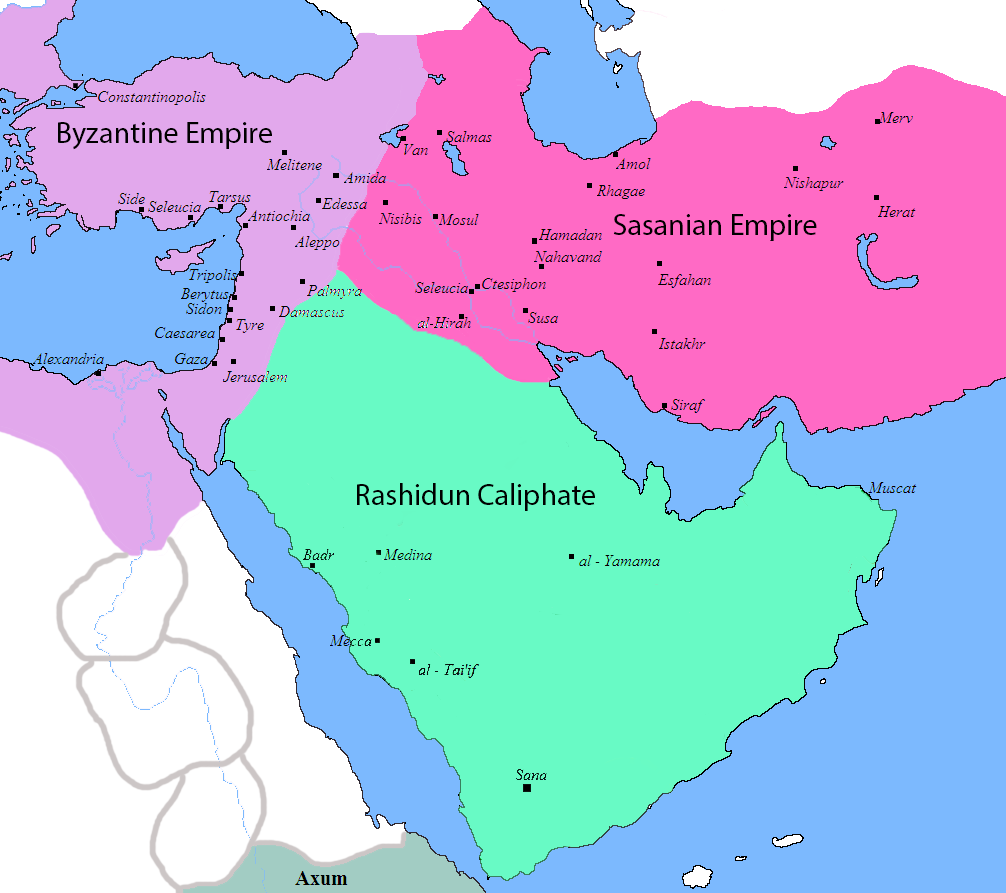
Карта Сасанидской империи и окружающих её регионов накануне мусульманского завоевания Персии
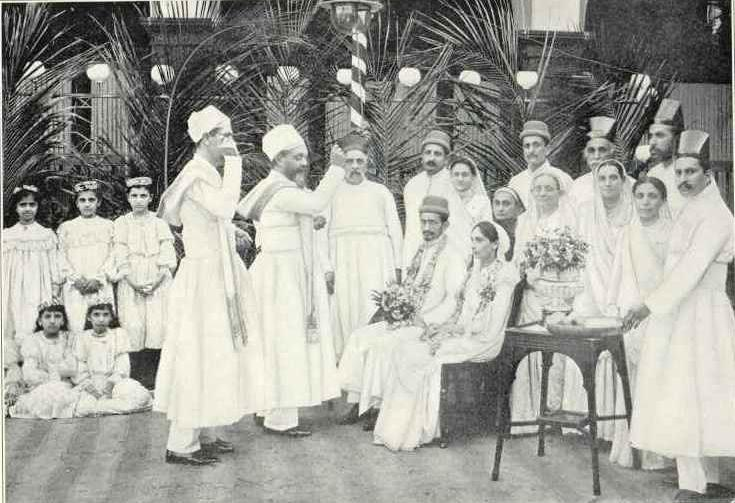
Парсийская свадьба 1905 года
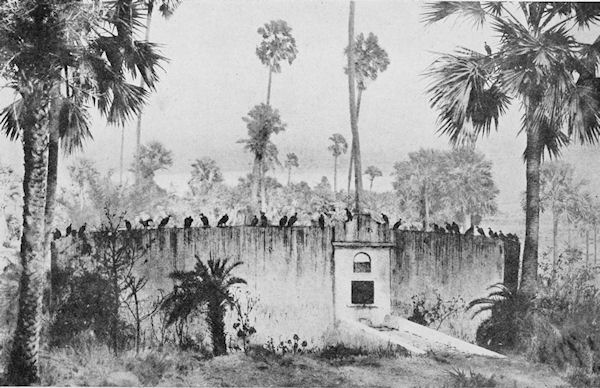
Парсийская Башня молчания, Бомбей
Парсийский Храм огня Ахмадабада, Индия
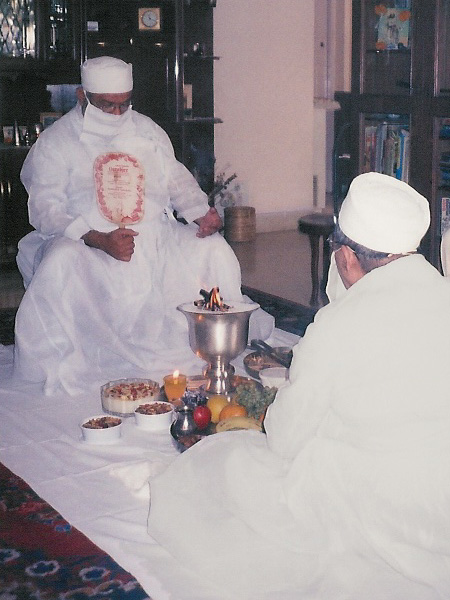
Парсийская церемония джашан (в этом случае благословение дома)
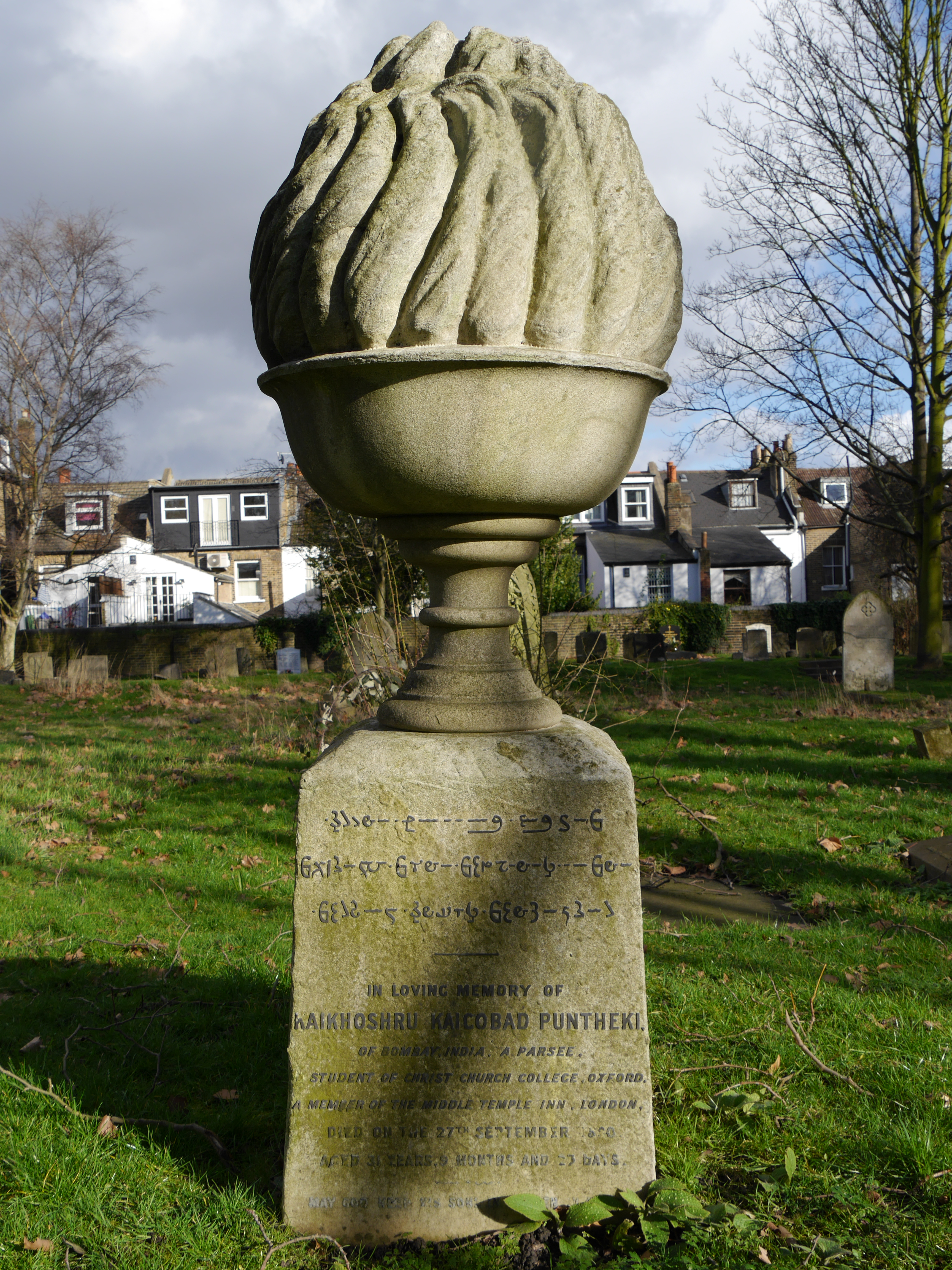
Парсийский погребальный монумент, Кладбище Святой Марии, Уондсворт[англ.]
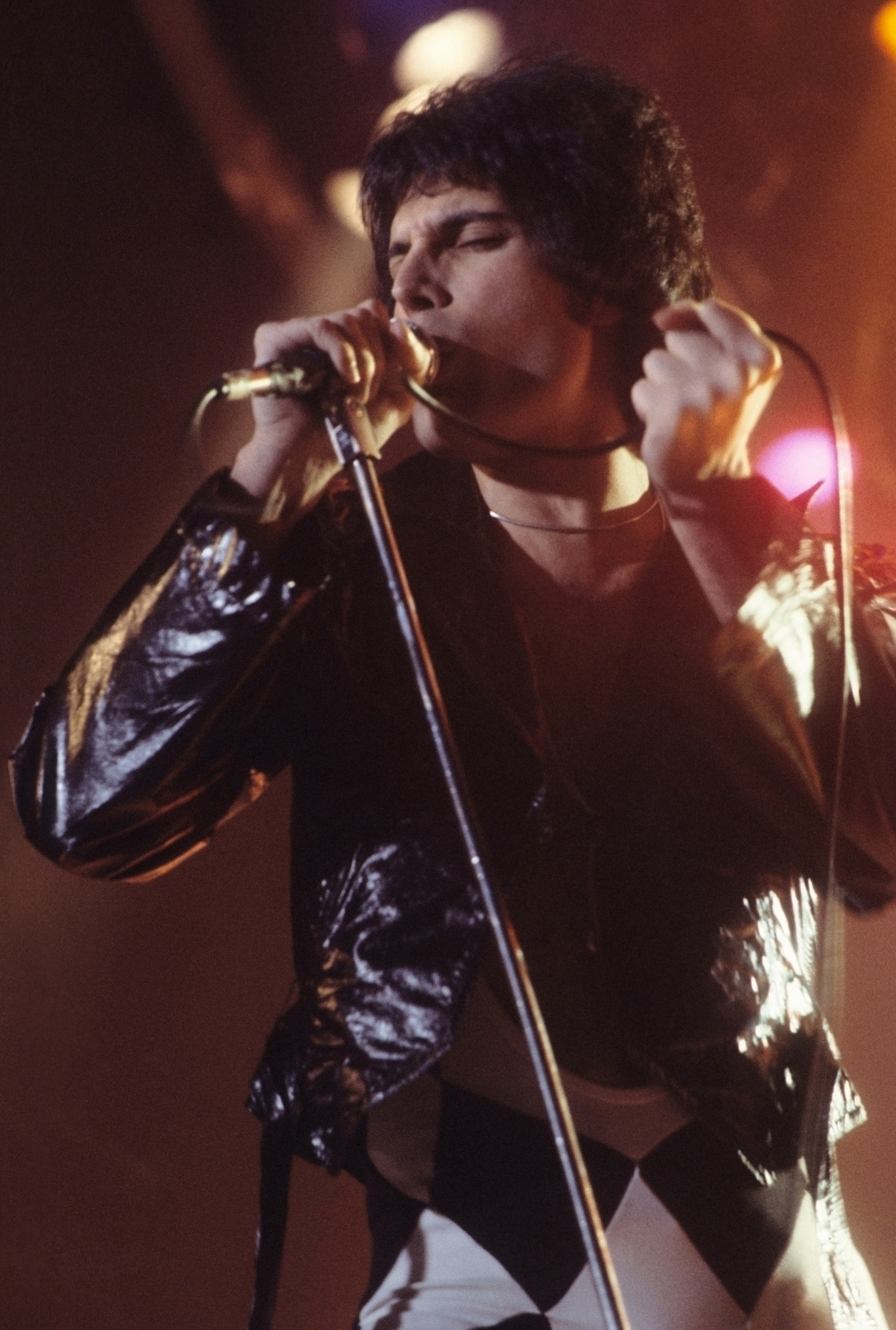
Фредди Меркьюри, вокалист группы Queen
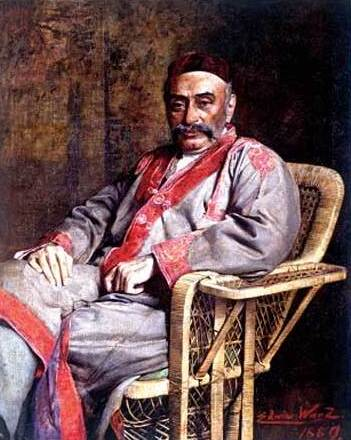
Джамшеджи Тата, основатель компаний Tata Group